# Bradina rectiferalis
Bradina rectiferalis is een vlinder uit de familie van de grasmotten (Crambidae), uit de onderfamilie van de Spilomelinae. De wetenschappelijke naam van deze soort is voor het eerst voorgesteld als Botys rectiferalis door Francis Walker in een publicatie uit 1862.
De soort komt voor in Nieuw-Caledonië.